# Kommissionen for den glemte kvindekamp
Kommissionen for den glemte kvindekamp er en dansk kommission nedsat af Mette Frederiksens første regering i 2022. Formålet var at sikre minoritetskvinder samme rettigheder som andre kvinder i Danmark. Kommissionens formand var oprindeligt Christina Krzyrosiak Hansen, men er pr. januar 2025 Anita Johnson.
Kommissionen har blandt andet foreslået, at piger ikke må bære tørklæde, mens de går i skole i grundskolen, hvilket er blevet afvist af Lars Løkke Rasmussen. I januar 2025 kom kommissionen med 13 anbefalinger. Heriblandt, at tildækningsforbuddet udvides til også at gælde på uddannelsesinstitutioner, og at man skal forbyde fætter-kusine-ægteskaber.

## Medlemmer
Pr. januar 2025 havde kommissionen følgende medlemmer:
- Anita Johnson (formand)
- Halime Oguz
- Jacob Als Thomsen
- Lene Kühle
- Lise Egholm
- Maria Bjørn
- Roya Moore
- Sofie Danneskiold-Samsøe
- Thomas Hoffmann
- Özlem Cekic

Pr. 7. februar 2024 havde kommissionen følgende medlemmer:
- Anita Johnson
- Christina Krzyrosiak Hansen (formand) (har senere trukket sig[3])
- Halima El Abassi
- Halime Oguz
- Jacob Als Thomsen
- Lene Kühle
- Lise Egholm
- Maria Bjørn
- Roya Moore
- Sofie Danneskiold-Samsøe
- Thomas Hoffmann
- Özlem Cekic